# Генрих V Мекленбургский
Генрих V Миролюбивый (нем. Heinrich V. der Friedfertige; 3 мая 1479, Шверин — 6 февраля 1552, Шверин) — герцог Мекленбургский, правивший в Мекленбург-Шверине. Сын герцога Магнуса II и Софии Померанской.

## Биография
Генрих правил вместе со своими братьями Эрихом и Альбрехтом и дядей Бальтазаром с 27 декабря 1503 года. Дядя умер 16 марта 1507 года, а брат Эрих — 22 декабря 1508 года, оба не оставили наследников, и Генрих с братом Альбрехтом получили всю власть в Мекленбурге. Сначала они управляли страной совместно, хотя Альбрехт неоднократно высказывался за раздел земель, который был в конечном счёте зафиксирован в Нойбранденбургском династийном договоре от 7 мая 1520 года. В нём устанавливалось, что Генрих правит в Шверине, а Альбрехт — в Гюстрове, фактического раздела земель не производится.
На время правления Генриха выпала Реформация Мартина Лютера, которая быстро обрела приверженцев в Мекленбурге, и начиная с 1523 года и даже ранее лютеранство проповедовалось более или менее официально. Герцог Генрих с самого начала способствовал распространению нового учения, сначала соблюдая осторожность, а после Аугсбургского рейхстага — более открыто. С 1524 года Генрих состоял в переписке с Лютером, который направлял к нему в Мекленбург учителей и проповедников.
Генрих также вступил в Торгауский союз 12 июня 1526 года, а в 1532 году он открыто заявил о приверженности учению Лютера. Он хотел придать новому учению прочную внешнюю и внутреннюю организацию и в 1537 году поручил Иоганну Риблингу, рекомендованному ему Лютером, составить церковный устав, катехизис и порядок богослужения. Вопросы церковной организации полностью заняли несколько лет его правления.
В религиозной войне, разразившейся в Германии после смерти Лютера, Генрих не принимал участия и не вступал в Шмалькальденский союз протестантских князей. Тем не менее, он препятствовал исполнению постановления, изданного императором в 1548 году, и утвердил принятое в июле 1549 года решение мекленбургских сословий об официальном признании лютеранского учения. Вскоре после этого 6 февраля 1552 года Генрих умер, оставив о себе славу благочестивого и миролюбивого правителя.

## Потомки
Генрих V был женат трижды.
12 декабря 1505 года он женился на Урсуле Бранденбургской (1488—1510), дочери бранденбургского курфюрста Иоганна Цицерона. У них родились:
- Магнус III (1509—1550), герцог Мекленбург-Шверина, администратор Шверинского епископства, с 1532 года епископ Шверина
- София (1508—1541), замужем за князем Эрнстом I Брауншвейг-Люнебургским
- Урсула (ум. 1586), последняя аббатиса Рибницкого монастыря.

Второй брак Генрих заключил 12 июня 1513 года с Еленой Пфальцской (1493—1524), дочерью пфальцского курфюрста Филиппа. В этом браке родились:
- Филипп (1514—1557), герцог Мекленбург-Шверина
- Маргарита (ум. 1586), замужем за герцогом Генрихом II Мюнстерберг-Эльсским
- Катарина (ум. 1586), замужем за лигницким герцогом Фридрихом III.

14 мая 1551 года Генрих женился в третий раз на Урсуле (ум. после 1565 года в Миндене), дочери герцога Магнуса I Саксен-Лауэнбургского.